# Cephaloscyllium pardelotum
Cephaloscyllium pardelotum is een vissensoort uit de familie van de kathaaien (Scyliorhinidae). De wetenschappelijke naam van de soort is voor het eerst geldig gepubliceerd in 2008 door Schaaf-Da Silva & Ebert.